# سازوی جنگلی
سازوی جنگلی (نام علمی: Luzula forsteri) نام یک گونه از سرده سازوی جنگلی است.